# Peoria (Arizona)
Pour les articles homonymes, voir Peoria.
Peoria (en anglais [piˈɔːriə]) est une ville de l’État de l'Arizona, aux États-Unis. Située dans les comtés de Maricopa et de Yavapai, elle est l'une des principales villes de la banlieue de Phoenix, capitale et plus grande ville de l'Arizona.
Au recensement de 2010, la ville comptait 154 065 habitants, ce chiffre étant en augmentation ; en effet, on comptait déjà 122 239 habitants en 2002 dans la ville. Peoria est actuellement la quatrième plus grande ville de l'Arizona en superficie.

## Démographie
| Groupe            | Peoria | Arizona | États-Unis |
| ----------------- | ------ | ------- | ---------- |
| Blancs            | 82,2   | 73,0    | 72,4       |
| Autres            | 7,0    | 11,9    | 6,2        |
| Afro-Américains   | 3,4    | 4,1     | 12,6       |
| Asiatiques        | 3,2    | 2,8     | 4,8        |
| Métis             | 3,1    | 3,4     | 2,9        |
| Amérindiens       | 1,0    | 4,6     | 0,9        |
| Océaniens         | 0,1    | 0,2     | 0,2        |
| Total             | 100    | 100     | 100        |
|                   |        |         |            |
| Latino-Américains | 18,6   | 29,7    | 16,7       |

Selon l'American Community Survey, en 2015, 85,05 % de la population âgée de plus de 5 ans déclare parler anglais à la maison, alors que 9,40 % déclare parler l'espagnol, 0,62 % le vietnamien, 0,60 % une langue chinoise et 4,33 % une autre langue.
| 1910 | 1920  | 1930  | 1960  | 1970  | 1980   |
| ---- | ----- | ----- | ----- | ----- | ------ |
| 300  | 2 371 | 1 748 | 2 593 | 4 792 | 12 171 |

| 1990   | 2000    | 2010    | - | - | - |
| ------ | ------- | ------- | - | - | - |
| 50 675 | 108 364 | 154 065 | - | - | - |

## Sport
La ville abrite le stade de baseball Peoria Sports Complex. Il est le stade d'entraînement de printemps des Padres de San Diego et des Mariners de Seattle, ainsi que le domicile des Javelinas de Peoria de la Ligue d'automne d'Arizona et des Padres de la Ligue de l'Arizona.

## Source
- (en) Cet article est partiellement ou en totalité issu de l’article de Wikipédia en anglais intitulé « Peoria, Arizona » (voir la liste des auteurs).

1. ↑  (en) « Peoria, AZ Population - Census 2010 and 2000 », sur censusviewer.com.
2. ↑  « Population of Arizona - Census 2010 and 2000 », sur censusviewer.com.
3. ↑  (en) « Language spoken at home by ability to speak English for the population 5 years and over », sur factfinder.census.gov (consulté le 26 avril 2017).
4. ↑  « Statistiques des États-Unis - Arizona - Profils des comtés de 2010 » (consulté en novembre 2020)